# Giovanni de Brignoli di Brunnhoff
Giovanni de Brignoli di Brunnhoff (1774-1857) fue un médico, entomólogo y botánico italiano.

## Biografía
Impartió la cátedra de Botánica en Módena. Fue el director del Jardín Botánico de la Universidad de Módena, de 1818 a 1855, incrementando las colecciones en gran medida; y construyendo la parte central detrás de las dos estufas, creando a su vez el Museo Botánico.

## Algunas publicaciones

### Libros
- 1842. Horti botanici R. Archigymnasii mutinensis historia. 52 pp. en línea
- 1840. Saggio di storia naturale degli stati estensi: ossia gli stati estensi considerati nei tre regni delle natura. Volumen 1. Con Ferdinando Reggi. 201 pp. en línea
- 1836. Relazione accademica dell'ultima eruzione accaduta nel vulcanetto aereo, cosi detta salsa di Sassuolo nel Modanese. 68 pp. en línea
- 1819. Dissertazione intorno alla Clorite o terra verde di Verona ...
- 1817. Novella ... tratta di nuovo da un codice della capitolare biblioteca di Verona. Ed. G. de' Brignoli di Brunnhoff. 186 pp. en línea
- 1810. Fasciculus rariorum plantarum Forojuliensium. 37 pp. en línea

## Eponimia
Géneros
- (Apiaceae) BrignoliaBertol.[1]
- (Rubiaceae) BrignoliaDC.[2]